# フォンジェ
フォンジェ（Fonjie）は、新潟県柏崎市東本町に所在する複合商業施設。市街地再開発事業「東本町まちづくり事業」の核として1998年（平成10年）10月にオープンした。

## 概要

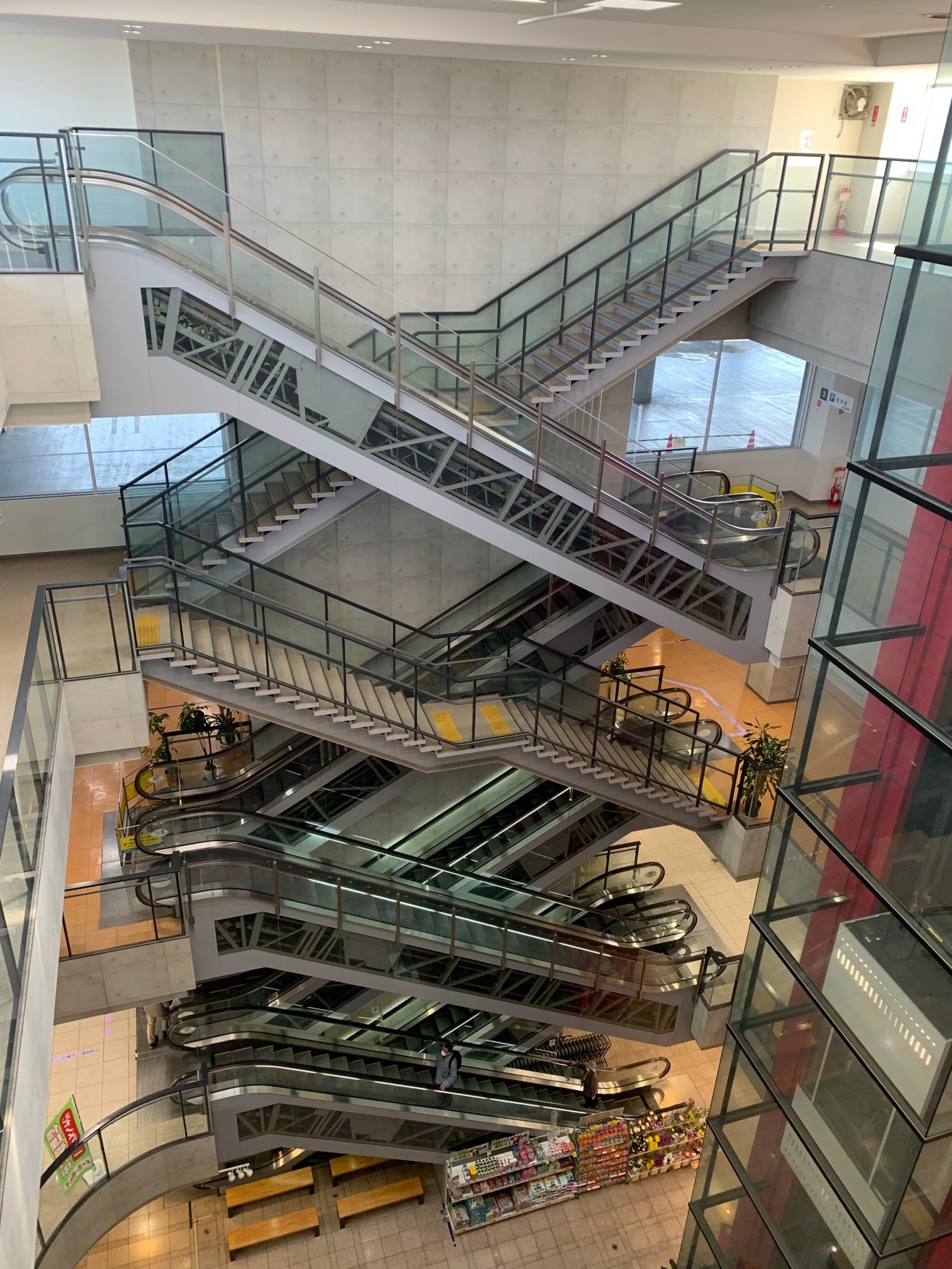
「フォンジェ」内のエスカレータ（2020年4月）

地下1階・地上3階建てのショッピングセンターのほか、西隣の駐車場棟、柏崎高校前の通り沿いのストリート棟の計3棟から成り、1998年（平成10年）10月にオープンした。オープン時のSC棟は地下に核テナントのスーパーツチダ、1・2階に地権者・テナントの店舗、3階・屋上が駐車場という構成であった。
1階には英国製の大型遊具などを備える有料の大規模自動遊戯施設「キッズマジック」が設けられた。
しかし売上は伸び悩み、2000年5月にスーパーツチダが撤退（代わる形で同年に良食生活館がオープン）、市などが出資する運営会社の第三セクター「柏崎ショッピングモール」は2001年（平成13年）8月に民事再生法適用申請となった。2023年10月には、ピアレマート（旧・良食生活館）が撤退。
2024年度には「キッズマジック」が市営化され、拡張・無料化の工事が行われている。
愛称「フォンジェ」は公募され、中国語で風を意味する「フォン」と、街を意味する「ジェ」の合成語である。

## 東本町まちづくり事業

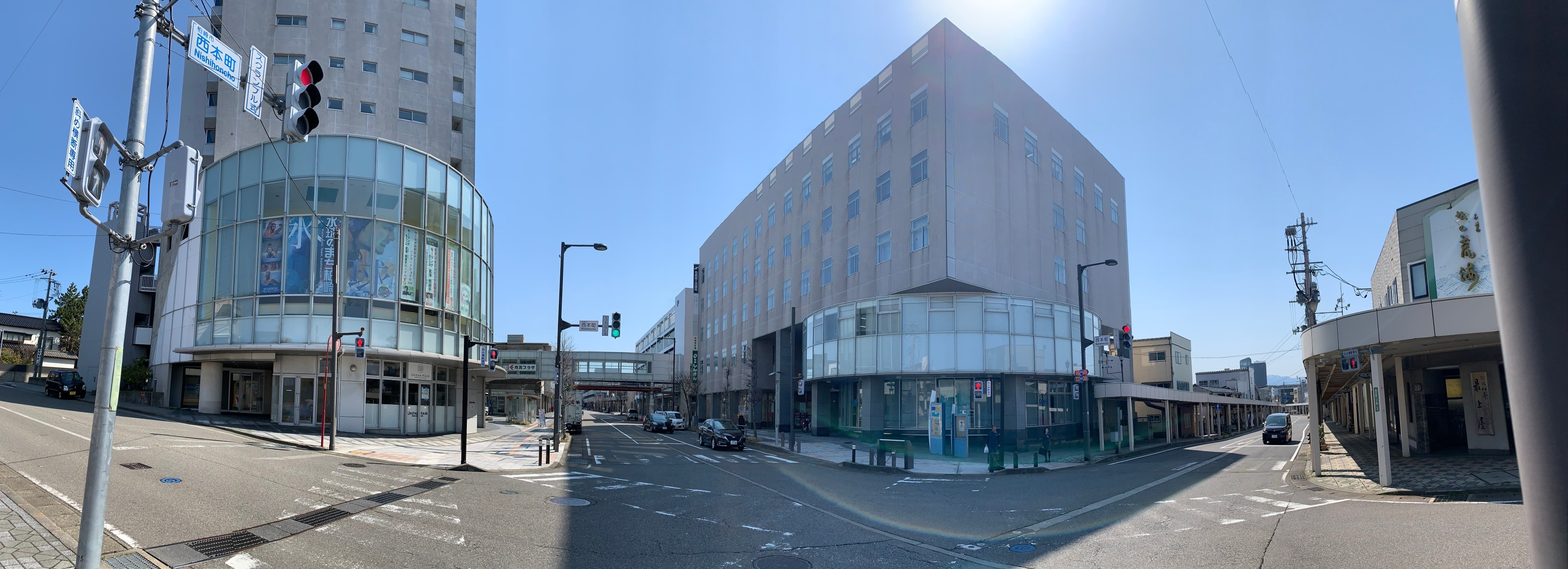
Aブロックのモーリエ1（左）、モーリエ2（中央）と駅前に伸びる商店街（右）（2020年4月）

東本町は1980年代前半までは周辺町村からも人を集める賑わいを見せていたが、国道8号沿いの郊外型店舗の開発が進んだこともあり、その後は歩行者数が激減した。
そうした状況への危機感から1991年（平成3年）から市と地元商業者が進めてきたのがこの構想であり、中心市街地の4 haを宿泊施設とオフィス空間（Aブロック、1.1 ha）、地元商業者による共同店舗（Bブロック、0.6 ha）、核テナントを誘致した商業集積地（Cブロック、2.3 ha）に再生するというもの。Aブロックは法定再開発、B・Cブロックは民間開発の形で計画された。国の特定商業集積整備法の適用も受け、中心市街地活性化形としては全国第1号である。

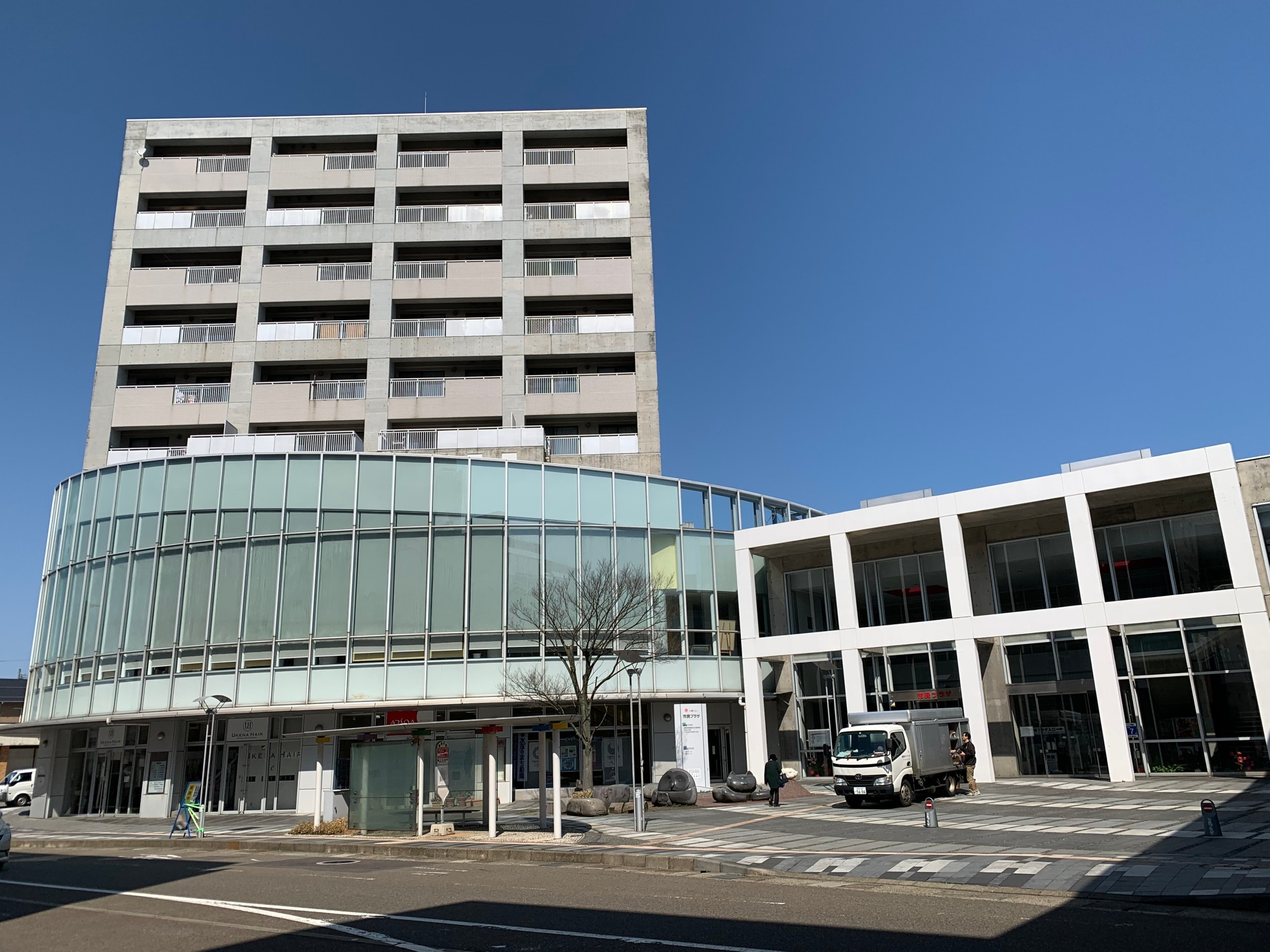
1-3階に店舗や「市民プラザ」、4階以上にマンションが入る「モーリエ1」

Aブロックについては当初はワシントンホテルを核として進められる予定だったが、駅前に別のホテルが開業するなど需要が飽和状態となったため頓挫し、1999年（平成11年）、ホテル建設自体が断念された。ホテル棟、業務棟、駐車場棟の3棟の予定だったが、業務棟（モーリエ2）、駐車場棟（モーリエ3）は2000年（平成12年）4月に完成。ホテル棟の代わりには地上9階建てでマンション・店舗のほか「市民プラザ」が入るA1棟（モーリエ1）が建設され、2001年（平成13年）3月に完成。多目的ホールや生涯学習施設を備えた市民プラザは同年6月1日にオープンし、諏訪町にあった柏崎公民館・勤労青少年ホームの機能が移転された。
モーリエ3（駐車場棟）の1階には2000年（平成12年）4月、映画館「柏崎シネマ」がオープンした（2005年9月に閉館）。
こうした施設完成後の2001年秋の調査では、東本町商店街の歩行者通行量が回復する結果となった。
事業に前後して本町通りの拡幅工事が行われ、1970年（昭和45年）4月から続いた一方通行規制も1998年（平成10年）10月に解除された。また、柏崎高校前の市道で「にぎわいの道づくり」が行われ、フォンジェのオープンに合わせてたまり場のある歩道やベンチが整備された。
なお、2007年（平成19年）の新潟県中越沖地震の際には隣接するえんま通り商店街が壊滅的な被害を受けたものの、当地区は再開発により新しい建物が多かったこともあり被害が比較的小さかった。

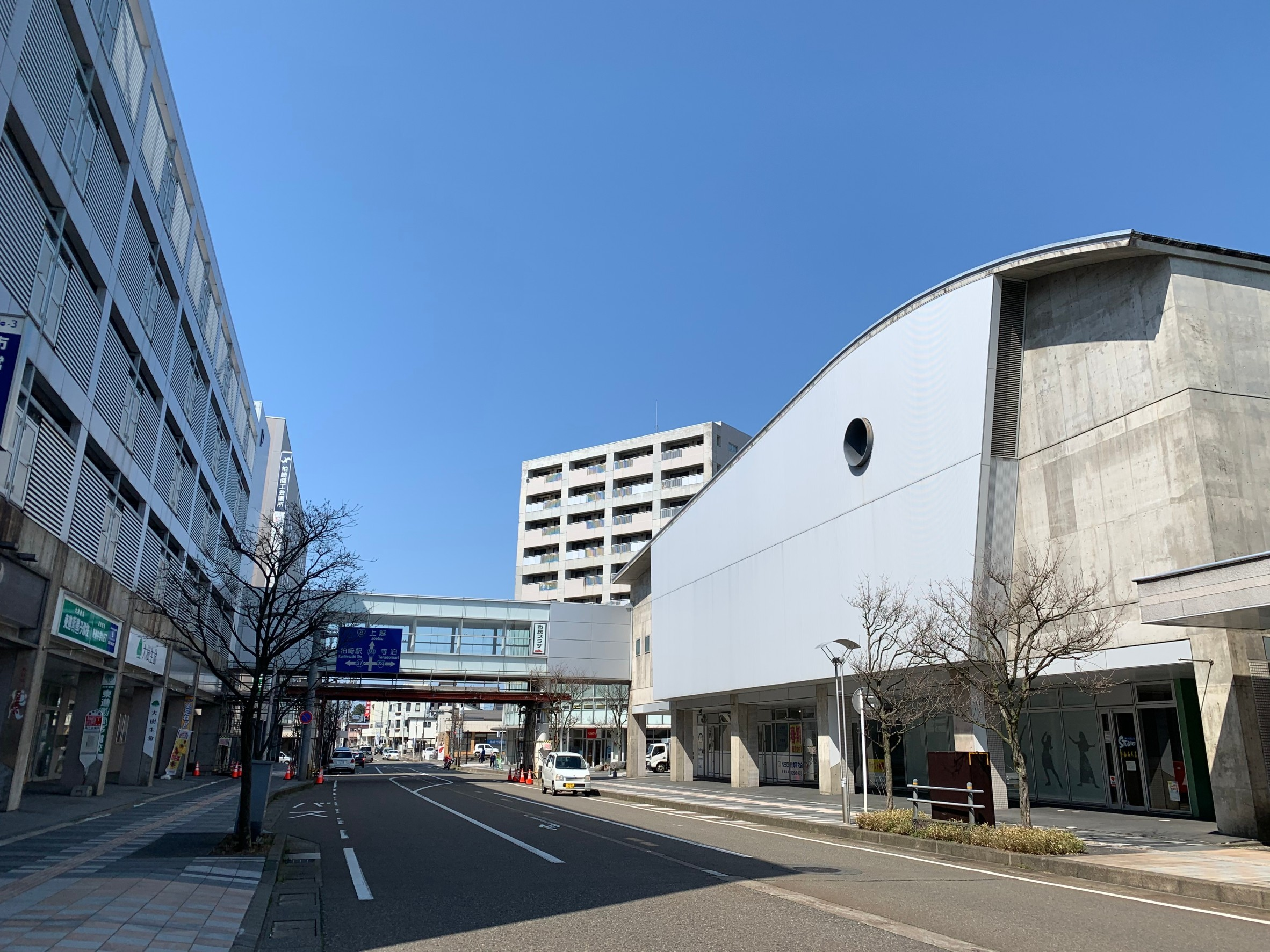
モーリエ3（左）とモーリエ1（右）を結ぶ連絡通路（2020年4月）
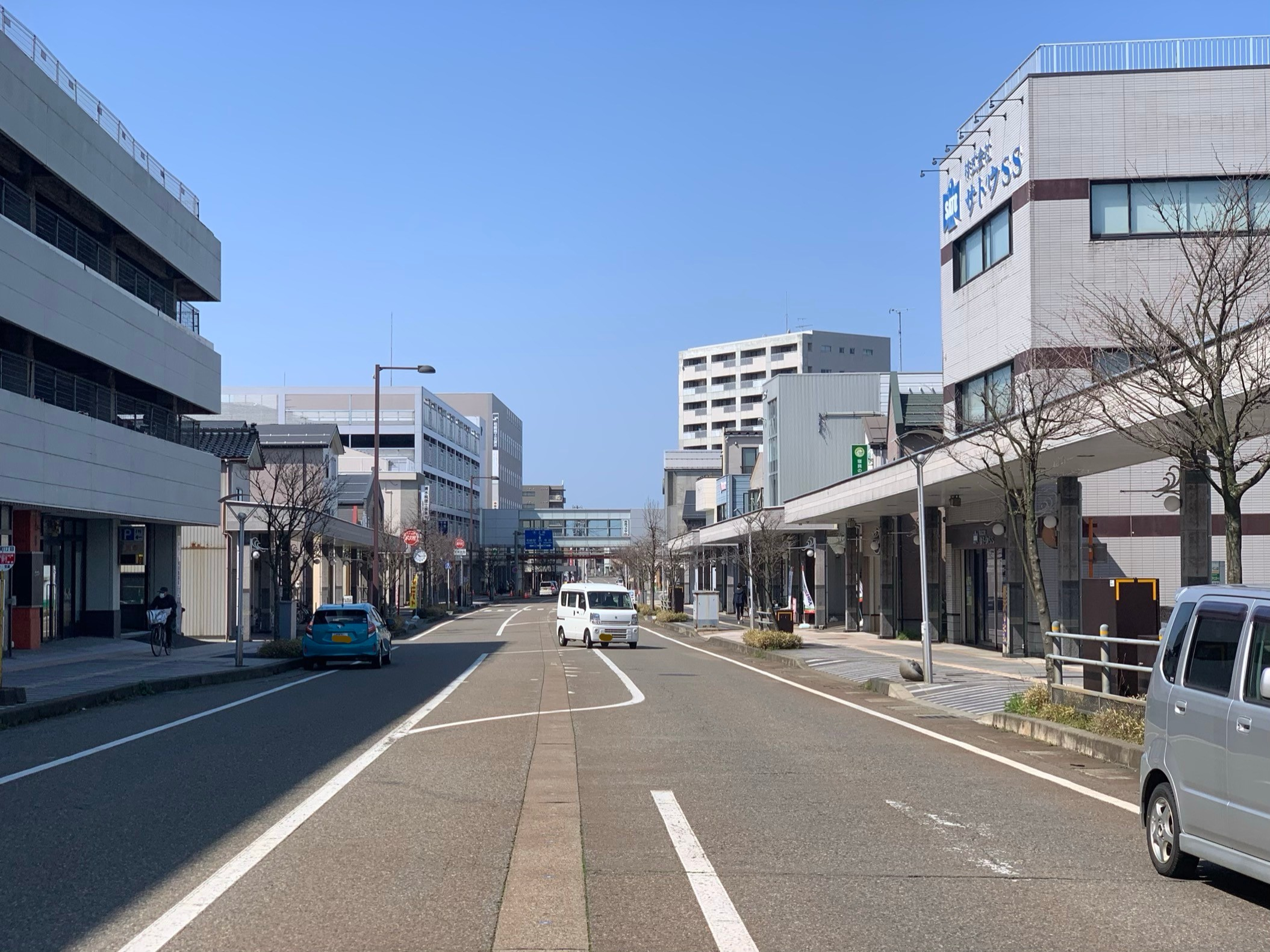
Bブロックを中心に整備されたアーケード[26][27]（2020年4月）
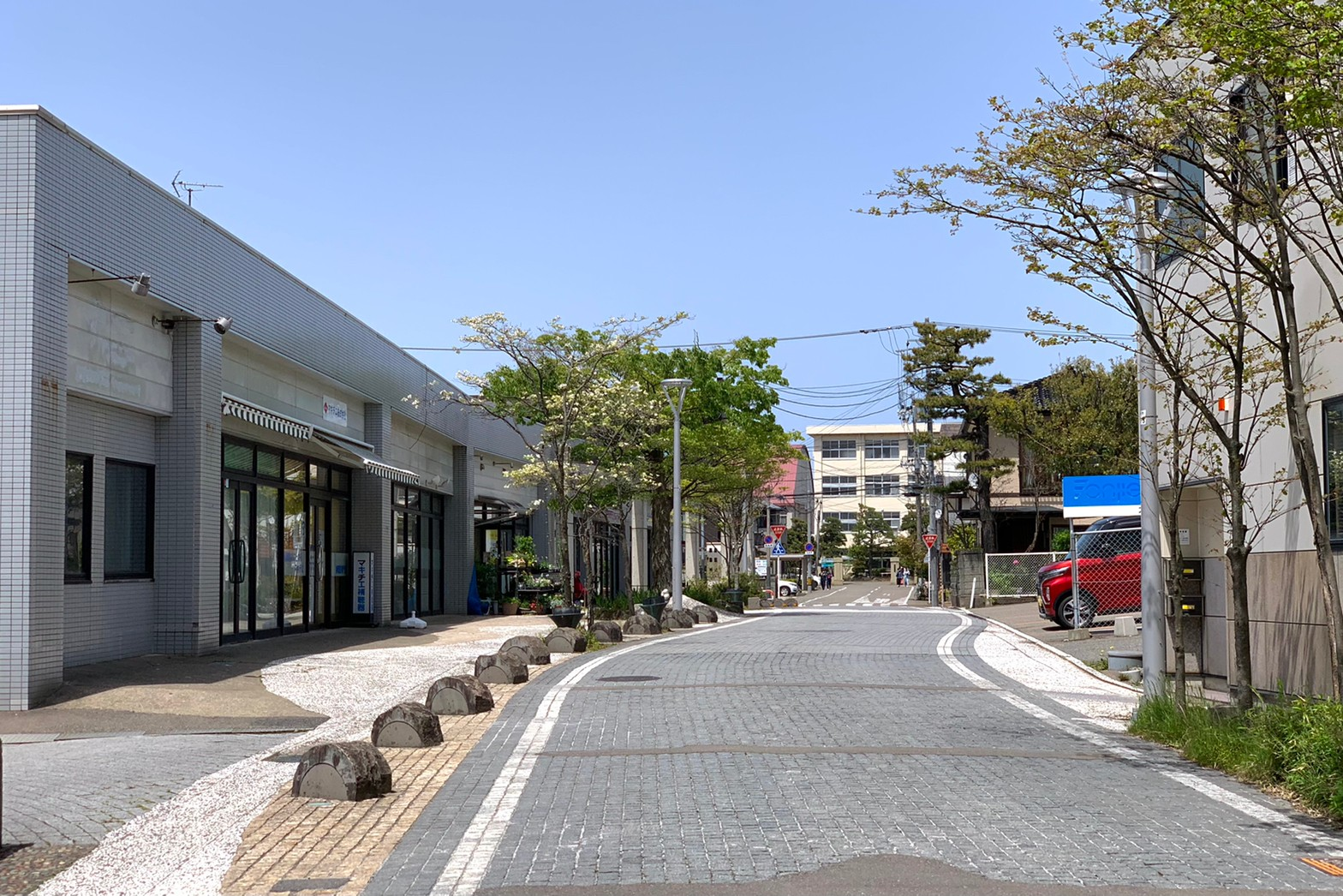
フォンジェ ストリート棟と整備された市道（2021年5月）

## 交通アクセス
- 柏崎駅から北東へ徒歩約10分
- 越後交通「東本町一丁目」バス停（県道151号沿い）より徒歩すぐ